# Carl Wilhelm Siemens
Carl Wilhelm Siemens (4 de abril de 1823-19 de noviembre de 1883), conocido en inglés como sir Charles William Siemens, fue un ingeniero eléctrico y hombre de negocios germano-británico. Llegó a Londres con 20 años para comercializar algunas de las patentes de su hermano, el también ingeniero Werner von Siemens, y decidió instalarse definitivamente en el Reino Unido. Descubrió el principio del horno regenerativo (conocido como horno Siemens-Martin en su memoria) junto con otro de sus hermanos, Friedrich, y realizó distintos inventos en el campo de la telegrafía, actividad en la que tuvo un destacado papel en el negocio del tendido de cables submarinos al frente de la empresa Siemens Brothers.

## Semblanza
Siemens nació en el pueblo de Lenthe, hoy parte de Gehrden, cerca de Hannover, donde su padre, Christian Ferdinand Siemens (31 de julio de 1787-16 de enero de 1840), un agricultor arrendatario, cultivaba una finca perteneciente a la Corona. La familia Siemens, una antigua estirpe originaria de Goslar, ha sido documentada desde 1384. Su madre fue Eleonore Deichmann (1792–1839) y William, o Carl Wilhelm, fue el cuarto hijo de una familia de catorce hijos. De sus hermanos, Werner, el cuarto hijo, se convirtió en un famoso industrial eléctrico y estuvo asociado con William en muchos de sus inventos. También era hermano de Carl y primo de Alexander Siemens.
El 23 de julio de 1859, Siemens se casó en St James's, Paddington, con Anne Gordon, la hija menor del Sr. Joseph Gordon, de Edimburgo, y hermana de Mr Lewis Gordon, profesor de ingeniería en la Universidad de Glasgow, y se naturalizó como ciudadano británico. Solía decir que el 19 de marzo de ese año prestó juramento y lealtad a dos damas en un solo día: a la reina Victoria y a su prometida. Fue nombrado caballero, convirtiéndose en Sir William, unos meses antes de su muerte. Murió la noche del lunes 19 de noviembre de 1883 y fue enterrado una semana después en el cementerio de Kensal Green de Londres. En su honor se instaló una ventana con una vidriera conmemorativa en la Abadía de Westminster. Lady Siemens murió en 1902.

## Primeros años
En el otoño de 1838, cuando William tenía quince años, comenzó sus estudios para convertirse en ingeniero. Asistió a una Escuela de Comercio muy respetada de Magdeburgo. Siemens tenía una relación particularmente estrecha con su hermano mayor; Werner, que había decidido enseñarle matemáticas a William para que este a su vez pudiera estudiar inglés en la escuela. El conocimiento del inglés de William resultaría ser una ventaja incalculable para ambos. Continuó sus estudios pasando su examen fácilmente, pero menos de un año después murió su madre, y poco después, en 1840, falleció su padre.
Una vez que William completó su curso en la escuela de Magdeburgo, pasó a la Universidad de Gotinga, donde asistió a clases sobre geografía física y tecnología, altas matemáticas, química teórica y química y física prácticas. También pudo trabajar por un corto tiempo con Wilhelm Weber, el renombrado científico e inventor, en su Observatorio Magnético.
William tenía casi diecinueve años cuando dejó la universidad para convertirse en aprendiz de ingeniero. También encontró tiempo para actividades más artísticas, como tomar lecciones de baile e incluso pintar un paisaje de Nordhausen para la esposa del gerente de la fábrica. Su progreso fue tan rápido que su período de aprendizaje se redujo de dos años a uno.
Debido a que la educación de los miembros más jóvenes de la familia se convirtió en una preocupación financiera, el 10 de marzo de 1843, Carl Wilhelm Siemens partió hacia Londres. Actuaba como agente de su hermano Werner y esperaba ganar suficiente dinero vendiendo una patente en Inglaterra para ayudar a mantener y educar a sus muchos hermanos y hermanas. Sintió un gran deseo de ver Inglaterra y el viaje le costó una libra esterlina. William ya había demostrado ser un hombre de negocios entusiasta, pues financió su viaje vendiendo un invento de su hermano, una mejora en el proceso del chapado en oro y plata a George Richards Elkington. Sabía muy bien, como le escribió a Werner, que su visita podría no lograr nada, pero si todo salía bien, tenía la intención de quedarse, como acabó sucediendo.

## Carrera
Siemens se había formado como ingeniero mecánico y su trabajo más importante en esta etapa temprana, el horno regenerativo (que acabaría convirtiéndose en el mayor logro de su vida), no estuvo relacionado con la electricidad. Aunque en 1847 publicó un artículo en Annalen der Chemie de Liebig sobre el 'mercaptano de selenio', su mente estaba ocupada con las nuevas ideas sobre la naturaleza del calor promulgadas por Carnot, Clapeyron, Joule, Clausius, Mayer, Thomson y Rankine. Descartó las nociones más antiguas del calor como sustancia y lo aceptó como una forma de energía. Trabajando en esta nueva línea de pensamiento, que le dio ventaja sobre otros inventores de su tiempo, hizo su primer intento de economizar calor, al construir en 1847 en la fábrica de John Hick, de Bolton, un motor de cuatro caballos de potencia equipado con un condensador provisto de regeneradores que utilizaba vapor sobrecalentado.
Dos años más tarde prosiguió sus experimentos en los talleres de Fox, Henderson & Co, de Smethwick, cerca de Birmingham, empresa a la que se había encargado el desarrollo del motor. Pero el uso de vapor sobrecalentado estuvo acompañado de muchas dificultades prácticas y la invención no tuvo un éxito completo, aunque la Society of Arts, en 1850, reconoció el valor del principio, otorgando a Siemens una medalla de oro por su condensador regenerativo.
En 1850 estableció la oficina de ventas en Londres de Siemens & Halske, la empresa de ingeniería dedicada al proyecto de sistemas de telegrafía que su hermano Werner había fundado en 1847 en Berlín. Comenzó a vender sus equipos al productor de cables R.S. Newall and Company de Dundee, del cual su amigo Lewis Gordon (tío de la que sería su esposa) era el copropietario. Newall & Co también subcontrató trabajos de prueba para cables a Siemens, lo que permitió a la nueva empresa ingresar en el negocio del tendido de cables oceánicos. La sucursal se convirtió en Siemens Brothers en 1858. En la década de 1850, la empresa participó en la construcción de redes telegráficas de larga distancia en Rusia. En 1855, se abrió una sucursal de la compañía encabezada por otro hermano, Carl Heinrich, en San Petersburgo, Rusia. En 1863, Sir William hizo construir su propia fábrica de cables en Charlton, Londres. En 1867, Siemens completó la monumental línea telegráfica indoeuropea de Calcuta a Londres.
En 1859 William Siemens dedicó gran parte de su tiempo a la invención e investigación eléctrica; ideando una considerable cantidad de aparatos telegráficos de todo tipo (cables telegráficos, líneas terrestres y sus accesorios) en los talleres de la empresa situados en Charlton, al sureste de Londres. En 1872, Sir William Siemens se convirtió en el primer presidente de la Sociedad de Ingenieros Telegráficos, sociedad precursora de Institución de Ingenieros Eléctricos y de la Institución de Ingeniería y Tecnología.

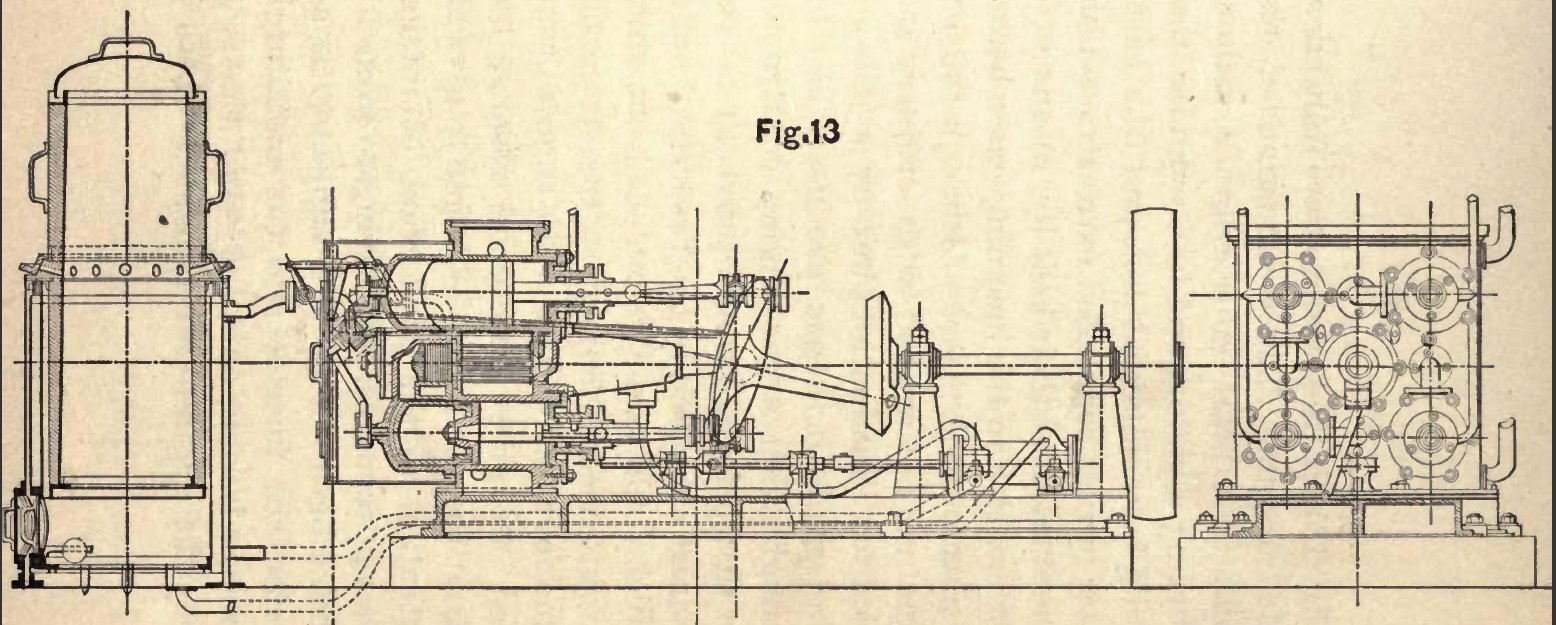
El motor de gas experimental de 4 cilindros objeto de la patente de Siemens. Imagen tomada de "Teoría del Motor de Gas" de Dugald Clerk (1882)

En 1860, William Siemens construyó un notable motor de gas (el mismo año en que Lenoir produjo el primer motor comercial). No pasó de la etapa experimental, aunque su principio de funcionamiento (descrito en la patente británica 2074 de Siemens de 1860, y por Siemens en "La teoría del motor de gas") parece ser similar al comercialmente exitoso motor motor Brayton de 1872. En la sección de discusión de "La teoría del motor de gas", Siemens señaló que:

"El motor prometía dar muy buenos resultados, pero casi al mismo tiempo comenzó a prestar atención a la producción de calor intenso en los hornos, y teniendo que hacer su elección entre los dos temas, se decidió por el horno y el proceso metalúrgico principal fuera de él; y por eso el motor había permanecido sin progresar durante tanto tiempo".
Siemens también fue responsable del sistema de ignición de tubo caliente utilizado en muchos de los primeros motores de gas.
En junio de 1862 fue elegido Miembro de la Royal Society y en 1871 pronunció su Lectura Bakeriana.
Fue elegido miembro de la American Philosophical Society en 1877.
El horno regenerativo es el mayor invento individual de Charles William Siemens, utilizando un proceso conocido como Siemens-Martin. El pirómetro eléctrico, que es quizás el más elegante y original de todos los inventos de William Siemens, es también el nexo de unión entre sus investigaciones eléctricas y metalúrgicas. Siemens se centró en dos temas principales como inventor, uno basado en la ciencia del calor, el otro basado en la ciencia de la electricidad; y el termómetro eléctrico era, por así decirlo, un delicado acoplamiento cruzado que conectaba ambos.

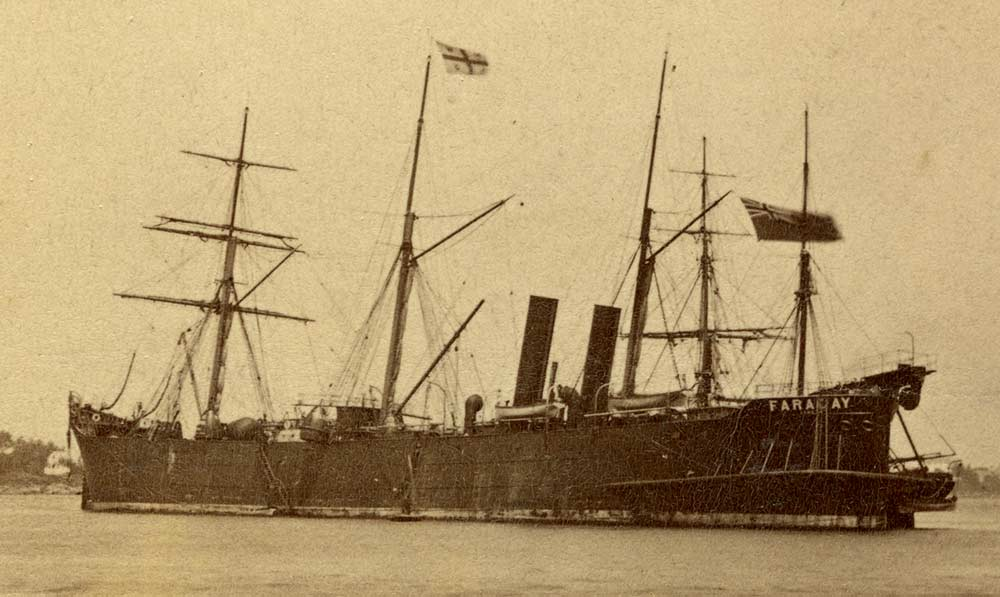
El buque cablero CS Faraday

En 1874 hizo construir un buque cablero especial, según su diseño, para "Siemens Brothers", el CS Faraday. En 1881, un alternador Siemens impulsado por un molino hidráulico se utilizó para alimentar el primer alumbrado público eléctrico del mundo en la ciudad de Godalming, en el Reino Unido.